# Bruddtjärnarna
Bruddtjärnarna är en sjö i Åre kommun i Jämtland och ingår i Indalsälvens huvudavrinningsområde. Sjön har en area på 0,0543 kvadratkilometer och ligger 685,3 meter över havet. Bruddtjärnarna ligger i Vålådalen Natura 2000-område. Sjön avvattnas av vattendraget Bruddan.

## Delavrinningsområde
Bruddtjärnarna ingår i det delavrinningsområde (699951-136119) som SMHI kallar för Ovan 700281-135729. Medelhöjden är 824 meter över havet och ytan är 24,23 kvadratkilometer. Det finns inga avrinningsområden uppströms utan avrinningsområdet är högsta punkten. Bruddan som avvattnar avrinningsområdet har biflödesordning 4, vilket innebär att vattnet flödar genom totalt 4 vattendrag innan det når havet efter 336 kilometer. Avrinningsområdet består mestadels av skog (49 procent) och kalfjäll (46 procent). Avrinningsområdet har 0,17 kvadratkilometer vattenytor vilket ger det en sjöprocent på 0,7 procent.